# Moldoveni (Neamț)
Pour les articles homonymes, voir Moldoveni.
Moldoveni est une commune roumaine du județ de Neamț, dans la région historique de Moldavie et dans la région de développement du Nord-Est.

## Géographie
La commune de Moldoveni est située dans le sud-est du județ, à la limite avec le județ de Bacău, sur le Plateau moldave, à 20 km au sud de Roman et à 40 km au sud-est de Piatra Neamț, le chef-lieu du județ.
La municipalité est composée des deux villages suivants (population en 1992) :
- Hociungi (1 155) ;
- Moldoveni (1 434), siège de la municipalité.

## Politique
Le Conseil Municipal de Moldoveni compte 11 sièges de conseillers municipaux. À l'issue des élections municipales de juin 2008, Marcel-Ioan Bîrjoveanu (PD-L) a été élu maire de la commune.
| Parti                          | Nombre de conseillers |
| ------------------------------ | --------------------- |
| Parti démocrate-libéral (PD-L) | 6                     |
| Parti national libéral (PNL)   | 4                     |
| Parti social-démocrate (PSD)   | 1                     |

## Religions
En 2002, la composition religieuse de la commune était la suivante :
- Chrétiens orthodoxes, 99,76 %.

## Démographie
En 2002, la commune comptait 2 536 Roumains soit la totalité de la population. On comptait à cette date 1 272 ménages et 1 223 logements.
| 1992  | 2002  | 2007  |
| ----- | ----- | ----- |
| 2 854 | 2 536 | 2 480 |

## Économie
L'économie de la commune repose sur l'agriculture (céréales).

## Communications

### Routes
Moldoveni est située sur la route régionale DJ158 qui relie Roman et Buhuși, dans le județ de Bacău.